# Gabriel Sokolnicki
Gabriel Michał Romuald Sokolnicki, ps. „Gies” (ur. 7 lutego 1877 w Kaszewach Kościelnych, zm. 2 czerwca 1975 we Lwowie) – polski inżynier elektryk, przedsiębiorca, działacz polityczny i społeczny, rektor i wieloletni wykładowca Politechniki Lwowskiej.

## Pochodzenie rodzinne i początki pracy zawodowej
Syn obywatela ziemskiego Zenona i Natalii ze Stępowskich. Młodszy brat, Michał, historyk i dyplomata, był m.in. w latach 1936–1945 ambasadorem II RP w Ankarze. Brat jego pradziada, Michał, był generałem armii Księstwa Warszawskiego.
Naukę początkową pobierał w domu, a w roku 1888 wstąpił do szkoły średniej tzw. Wyższej Rzemieślniczej w Łodzi, mającej prawa szkół realnych. Ukończył ją w 1894 roku, a w następnym roku wstąpił na politechnikę w Darmstadt w Hesji, na wydział elektrotechniczny. Był członkiem Ligi Narodowej. Studia politechniczne ukończył w 1900 roku z postępem dobrym i po powrocie do kraju w 1901 został asystentem przy Katedrze Elektrotechniki Ogólnej w C.K. Szkole Politechnicznej we Lwowie, u profesora Romana Dzieślewskiego.
Po dwuletnim okresie asystentury, w 1903 założył wspólnie z Kazimierzem Wiśniewskim przedsiębiorstwo elektrotechniczne pod nazwą Sokolnicki & Wiśniewski – Biuro Elektrotechniczne (później Fabryka Elektrotechniczna i Zakład Instalacyjny we Lwowie).

## Działalność biznesowa
W 1913 roku rozstał się z firmą i został mianowany tzw. docentem płatnym w Szkole Politechnicznej we Lwowie dla wykładów encyklopedii elektrotechniki na Wydziale Inżynierii Lądowej i Wodnej, Budownictwa i Chemii, oświetlenia elektrycznego i przenoszenia siły oraz projektów i kosztorysów urządzeń elektrycznych na Oddziale Elektrotechnicznym (Wydziału Elektrycznego jeszcze na politechnice nie było).
W tym samym roku założył „Biuro Porad i Projektów Elektrotechnicznych” i zaczął się zajmować ekspertyzami jako inżynier doradca. Ekspertyzy te mnożyły się szczególnie w latach 1926–1939. Polegały one na wykonywaniu projektów, rozpisywaniu przetargów ofertowych, sporządzaniu umów o dostawy, kierownictwie robót, sprawdzaniu rachunków i odbiorach. Dwadzieścia dwa projekty zrealizowano, w tym osiem projektów niewielkich elektrowni dieslowych do 1000 KM i czternaście projektów sieci miejskich napowietrznych i kablowych. Oprócz tego zlecano oszacowania, obliczenia kosztów produkcji, rewizje taryf, ocena gospodarki i wiele innych. Gabriel Sokolnicki za swoje działania, podejmowanych często bez wynagrodzenia, otrzymywał wiele podziękowań od instytucji społecznych.
Był autorem szeregu artykułów fachowych w Przeglądzie Elektrotechnicznym, autorem pierwszego, ogólnego Projektu Elektryfikacji Polski i wreszcie już za czasów radzieckich, redaktorem Słownika Politechnicznego Rosyjsko-Polskiego. W pracy jako inżynier-doradca najbardziej sobie cenił członkostwo w Radzie Nadzorczej i doradztwo techniczne w Przedsiębiorstwie Państwowym – Związek Elektrowni Okręgu Radomsko-Kieleckiego.

## Praca naukowa
Od 1921 roku, jako profesor nadzwyczajny, a od 1925 roku jako profesor zwyczajny wykładał przedmioty: oświetlenie elektryczne, obliczanie przewodów i urządzenia elektryczne na Oddziale Elektrycznym wydziału Mechanicznego Politechniki Lwowskiej. Do 1944 roku, tzn. za okres, kiedy studia i egzaminy odbywały się według prawideł polskich, Politechnikę Lwowską opuściło 564 inżynierów elektryków spośród jego uczniów.
W okresie pracy na Politechnice Lwowskiej w latach 1928/1929 i 1940/1941 był dziekanem, a w roku akademickim 1931/1932 – rektorem Politechniki. W 1932 roku został mianowany członkiem korespondentem, a w 1938 roku członkiem czynnym Akademii Nauk Technicznych w Warszawie.

## Działalność w stowarzyszeniach zawodowych
Znaczna była, obok działalności zawodowej działalność społeczna profesora przez aktywny udział w stowarzyszeniach naukowo-technicznych. Z początku w sekcji elektrotechnicznej przy Polskim Towarzystwie Politechnicznym we Lwowie, której był jednym z założycieli w 1901 roku, następnie uczestniczył przy założeniu Stowarzyszenia Elektryków Polskich (SEP) w 1919 roku. W SEP pracował w Komisjach Przepisowej i Słownictwa. Od 1926 roku pełnił funkcję Przewodniczącego Centralnej Komisji Normalizacji Elektrotechnicznej i pracował jako taki z górą przez lat dziesięć, dojeżdżając do Warszawy na posiedzenia po kilka razy na miesiąc. Złożył tę godność w roku 1937 z powodu uchwalenia przez IX Walne Zgromadzenia w Warszawie rasistowskich zmian w statucie. Ważniejszym osiągnięciem było opracowanie i uchwalenie „Przepisów Budowy i Ruchu Urządzeń Elektrycznych”, które obowiązywały przez szereg lat jako Polska Norma. W 1945 był radcą Izby Przemysłowo-Handlowej we Lwowie.

## Okres powojenny
W okresie II wojny światowej uniknął represji z rąk obu okupantów Lwowa. W 1946 roku nie zdecydował się na wyjazd ze Lwowa za nowo powstałą granicę, upatrując trudności w przeprowadzce w swoim zaawansowanym wieku i pozostał na miejscu w charakterze profesora zwyczajnego przedmiotu elektryczne stacje, sieci i systemy. W 1965 roku przeszedł na emeryturę, pozostając jednak dalej na stanowisku tzw. profesora konsultanta. Studentów kończących studia inżyniera elektryka Radzieckiego Lwowskiego Instytutu Politechnicznego w tych latach było 703. Pod jego kierunkiem zostało ponadto wykonanych i obronionych 6 prac na tytuł kandydata nauk technicznych i jedna na tytuł doktora.
Zmarł we Lwowie 2 czerwca 1975 roku i został pochowany na cmentarzu w Brzuchowicach k. Lwowa.

## Życie prywatne
W roku 1904 zawarł związek małżeński z Marią Stattler. Mieli troje dzieci: Zofię (1905–1989), Annę (1921–2003) i Stefana (1926–2012).

## Odznaczenia
W 1938 roku został odznaczony za pracę naukową Krzyżem Komandorskim Orderu Odrodzenia Polski. W dowód uznania jego działalności w 1959 roku otrzymał Złotą Odznakę honorową SEP-u, a w roku 1969 Dyplom Członka Honorowego SEP.